# 恵中剛
恵中 剛（えなか たけし、1978年3月19日 - ）は、和歌山県出身の俳優。所属事務所はエ・ネスト。アブラアシで有名。

## 出演

### 映画
- REAL SONG - 斉藤 役
- コンビニ夢物語（2016年）[1]

### Vシネマ
- 桜の代紋
- 猿飛佐助
- ジギリ

### 舞台
- ふゆるり（2012年） - 田頭浩志 役
- 人生・おきあがりこぼし（2014年）
- こんにちは さようなら - 塚本 役
- ライアーライフ - 齋藤 役